# Kirgistan na Zimowych Igrzyskach Olimpijskich 2014
Kirgistan na Zimowych Igrzyskach Olimpijskich 2014 – kadra sportowców reprezentujących Kirgistan na igrzyskach w 2014 roku w Soczi. Kadra liczy 1 sportowca.
Jedynym przedstawicielem Kirgistanu na igrzyskach miał być narciarz alpejski Dmitrij Trielewski, który jednak już po rozpoczęciu igrzysk doznał kontuzji uniemożliwiającej start. W jego zastępstwie do tych samych konkurencji zgłoszony został Jewgienij Timofiejew.

## Skład reprezentacji

### Narciarstwo alpejskie
- Jewgienij Timofiejew

| Konkurencja     | Zawodnik             | Zjazd (1.) | Zjazd (1.) | Zjazd 2. | Zjazd 2. | Suma    | Miejsce |
| Konkurencja     | Zawodnik             | Czas       | Miejsce    | Czas     | Miejsce  | Suma    | Miejsce |
| --------------- | -------------------- | ---------- | ---------- | -------- | -------- | ------- | ------- |
| Zjazd           | Jewgienij Timofiejew | -          | -          |          |          |         |         |
| Supergigant     | Jewgienij Timofiejew | -          | -          |          |          |         |         |
| Slalom gigant   | Jewgienij Timofiejew | 1:34.65    | 68.        | 1:37.07  | 63.      | 3:11.72 | 61.     |
| Slalom          | Jewgienij Timofiejew | 1:02.47    | 73.        | 1:12.96  | 41.      | 2:15.43 | 41.     |
| Superkombinacja | Jewgienij Timofiejew | -          | -          | -        | -        | -       | -       |